# Lukas Koeninger

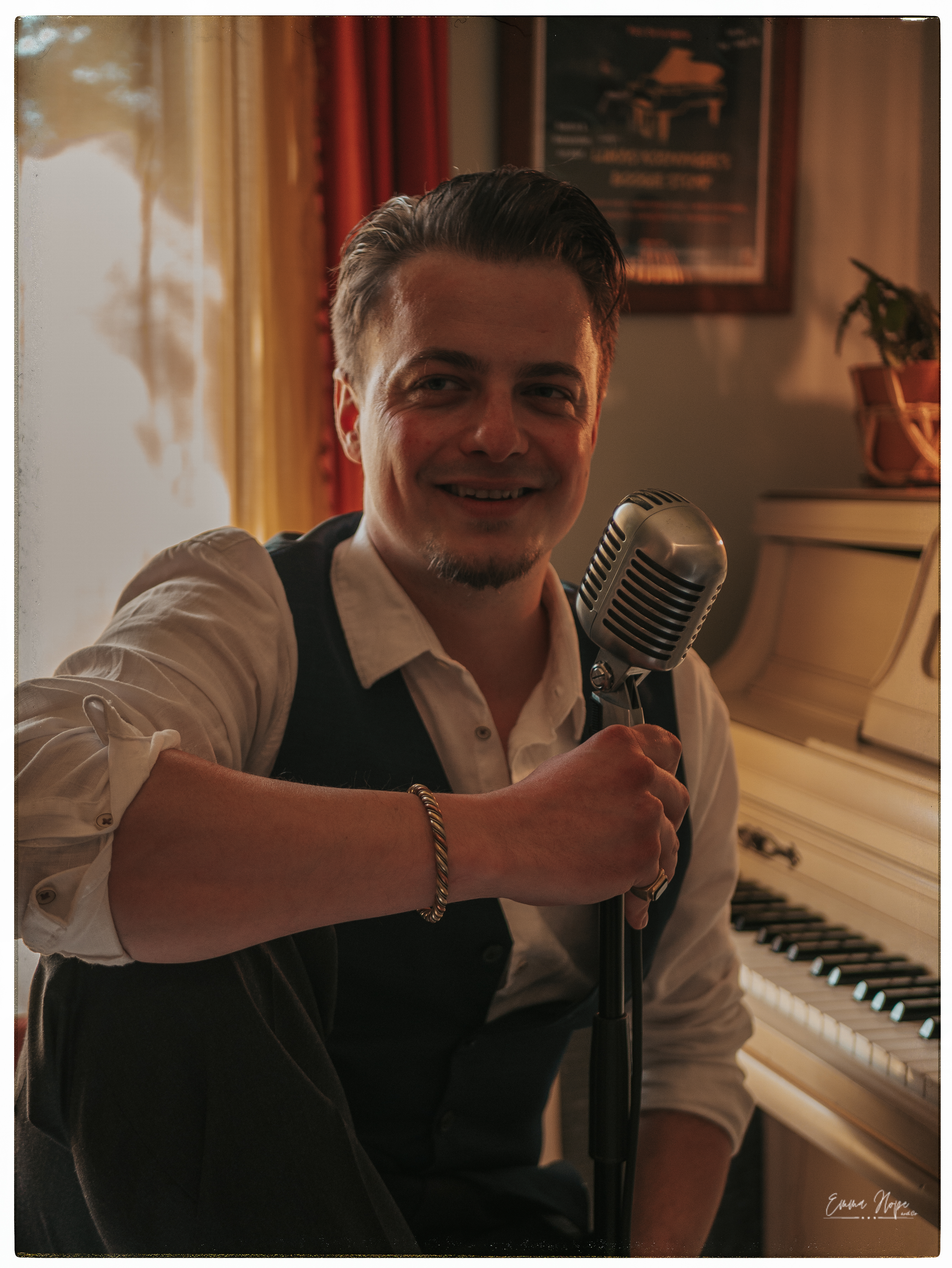
Lukas Koeninger (2024)

Lukas Koeninger (* 22. Dezember 1989 in Innsbruck, Tirol) ist ein österreichischer Rock-’n’-Roll-, Boogie-Woogie- und Blues-Pianist, der seine internationale Karriere als Pianist und Sänger 2017 in Frankreich begann. Anfangs nur lokal bekannt, erlangte er jedoch schnell auch international mediale Aufmerksamkeit und machte sich als reisender Pianist weit über seine Landesgrenzen hinaus einen Namen.
Unter seinem Pseudonym The Traveling Piano Man! tritt er regelmäßig auf. Sein ständig mitgeführtes 300 Kilogramm schweres, blaues Piano auf rollender Bühne und rotem Vorhang wurde zu seinem Markenzeichen. Seit 2019 steht er in engem Kontakt mit der Familie von Jerry Lee Lewis, arbeitete bereits mehrmals mit dessen Management zusammen und darf sich „The Killer's Godson“ nennen. Sein Klavierspiel ist auf Improvisation aufgebaut.

## Leben

### Kindheit und Jugend
Lukas Koeninger wuchs im Tiroler Oberland in einer nicht musikalischen Familie auf und entdeckte mit 17 Jahren alte Boogie-Schallplatten in der elterlichen Musiksammlung. Autodidakt und frei nach Gehör, erlernte er in sechs Wochen auf einem alten Kinderkeyboard seine erste Boogie-Nummer: „The Hadacol Boogie“ von Bill Nettles und führte sie einer der Familie bekannten Klavierlehrerin vor. Sie ermutigte ihn, weiterzumachen und ließ ihn anfangs ihr eigenes Instrument zum Üben benutzen.
Später kauften ihm seine Eltern ein eigenes Klavier, was ihm von da an ermöglichte, auch zuhause mit einem akustischen Instrument zu arbeiten.
Laut eigenen Angaben verbrachte er an Wochenenden und während der Freizeit bis zu sechs Stunden täglich mit musizieren und brachte sich selbst „…altes Neues bei“. The Traveling Piano Man! und Don Luigi's Boogie sind nur zwei der dabei komponierten Nummern. Zu seinen ersten Einflüssen zählten Musiker wie Jerry Lee Lewis, Vince Weber, Champion Jack Dupree, Little Willie Littlefield, Ray Charles, Fats Domino und Amos Milburn.

### Karriere
2015 zog Koeninger von Tirol nach Südfrankreich. Des Französischen zunächst nicht mächtig, arbeitete er anfangs unter anderem als Klavierstimmer, Erntehelfer, Zeitungslieferant. Nebenbei arbeitete er an der Realisation seines Projektes 'The Traveling Piano Man!' und baute mithilfe seines Vaters und seines Schwiegervaters verschiedene Prototypen des reisenden Pianos.
2017 spielte er an öffentlichen Orten Piano als 'The Traveling Piano Man!', bereiste den Süden  spielte an den unterschiedlichsten Orten auf der Straße. Daraus entstand eine Zusammenarbeit mit diversen Blues-, Boogie- und Jazz-Festivals und Clubs im In- und Ausland. Die Story des 'The Traveling Piano Man!' ging viral und über 20 Zeitungsartikel, Fernsehbeiträge und Radioreportagen berichteten von ihm.
2019 lobten der amerikanische Rock'n'Roller Jerry Lee Lewis und dessen Frau Judith Lewis sein erstes Studio-Album „My Plan B(oogie)!“ und eine Freundschaft und Mäzentum entstanden. 2022 veröffentlichte Lukas Koeninger sein zweites Studio-Album, welches den Titel „The Traveling Piano Man!“ trägt.
2024 reiste er auf Einladung von Judith Lewis zweimal nach Amerika, um für sie zu spielen. Er war der einzige europäische Musiker, der sowohl bei der Grabstein-Einweihung in Ferriday, Louisiana am 8. Juni 2024, als auch bei der Jerry Lee Lewis Memorial Statue Unveiling Celebration in Memphis, Tennessee am 20. September 2024 und der Lewis-Ranch-Eröffnung in Desoto County, Mississippi, am 21. auftreten durfte.
Ebenfalls 2024 gründete er das jährlich stattfindende 'The Boogie Stomp'-Vintage-Festival in seiner französischen Heimatstadt Ribérac zu dem er internationale Stars der Boogie-Woogie Szene lädt.

### Privatleben
Lukas Koeninger ist verheiratet und Vater einer Tochter. Er lebt in Ribérac.

## Pressestimmen
- Journalist[9] Raphael Dubourg schreibt in seinem Artikel in der nationalen französischen Zeitschrift SudOuest: „Lukas Koeninger, pianiste autodidacte, sillonne son département d'adoption pour jouer et porter la bonne parole! Le prophéte du boogie-woogie!“
- Journalist[10] Bernard Gillibert schreibt in seinem Artikel in der nationalen französischen Zeitschrift SudOuest: „Malgré le contexte actuel (Covid-19) son piano le fait voyager et son carnet est bien rempli!“
- Journalist[11] Rémy Margariti schrieb in seinem Artikel in der nationalen französischen Zeitschrift SudOuest: „Le pianiste Lukas Koeninger invité par la femme et la famille de la légende américaine Jerry Lee Lewis pour lui rendre hommage.“.
- Journalist[12] Clemens Perktold der Bezirksblätter Imst schreibt in seinem Artikel: „Lukas Köninger tourt als Boogie-Pianist durch Europa und ist mittlerweile ein sehr gefragter Mann in den verschiedenen Event-Bereichen… Aus Roppen in die weite Welt als Klavier-Virtuose!“
- Journalist[13] Alexander Paschinger der Tiroler Tageszeitung schreibt in seinem Artikel: „Der Roppener Straßenmusiker mit dem 300-Kilo-Arbeitsgerät in Südfrankreich!“
- Journalist[14] Alexander Paschinger der Tiroler Tageszeitung schreibt in seinem Artikel: „Lukas Köninger, der Tiroler Neffer des legendären Jerry Lee Lewis!“
- Journalist[15] Christoph Hablitzel der Oberländer Rundschau schreibt in seinem Artikel: „Als ein Musikant auszog, um die Welt mit dem Piano zu erobern.“
- Journalistin[3] Barbara Heiss der Oberländer Rundschau schreibt in ihrem Artikel: „Tiroler Lukas Köninger erobert mit seinem 'reisenden Klavier' die Straßen Südfrankreichs!“
- ORF-Reporterin[16] Christina Geisler im ORF Beitrag: „The Traveling Piano Man', der seinen Traum nicht aufgab, sondern dranblieb und ihn verwirklichte…“
- Radio-Tirol Reporterin[17] Maria Bettina Bacher im Radio Beitrag: „Dieser Tiroler lebt wie Gott in Frankreich!“
- Radio-Tirol Reporter[18] Hubert Gogl im Interview für „Bei die Leut“: „Der Tiroler Musiker im Ausland, der nie nachgab und einen Erfolg nach dem anderen einheimst!“

## Diskographie
- 2019: My Plan B(oogie)!
- 2022: The Traveling Piano Man!
- 2024: The Saumur Session Vol.1!
- 2024: The Saumur Session Vol. 2!
- 2024: The Traveling Piano Man, Mein Leben als Strassenmusiker! - Hörbuch in deutscher Sprache!